# Јохан Хилер
Јохан Хилер (1754 – 5. јун 1819) је био аустријски генерал.

## Биографија
Учествовао је у Аустро-турском рату 1788-1791 у коме се истакао приликом јуриша на Босански Нови и Београд као и у освајању Бербира. Године 1794. обављао је функцију комесара Италијанске армије током Француских револуционарних ратова. Две године касније, Хилер је командовао бригадом у Немачкој и Швајцарској. Учествовао је и у Наполеоновим ратовима у којима је 1805. године командовао аустријским трупама у Јужном Тиролу, а затим је бранио Бренер. Руководио је повлачењем долином Драве након капитулације аустријске војске код Улма. Командовао је 6. корпусом у операцијама против Наполеона 1809. године. Спречио је Наполеона да пређе Дунав код Нурсдорфа. Учествовао је и у бици код Ашперна. У акцијама 1813. године, командовао је трупама које су заузеле Илирију и Венецију.